# フレッド・ハンセン
フレッド・ハンセン（Fred Hansen, 1940年12月29日 - ）はアメリカ合衆国・テキサス州出身の陸上競技男子棒高跳の選手である。ライス大学卒。

## 主な成績
- 1964年東京オリンピック金メダル（5m10・五輪新記録）

## プロフィール
- 1960年代前半に活躍したアメリカの棒高跳選手である。
- 東京オリンピックではヴォルフガング・ラインハルト（英語版）（ドイツ）との5時間半にもわたる激闘を演じ、現在でも棒高跳有数の名勝負として語り継がれている。